# Max Prins
Max Isaac Prins (Arnhem, 25 april 1884 - Bergen-Belsen, 31 maart 1944) was een Nederlandsse jurist. Hij was hoofd arbeidszaken bij de gemeente Amsterdam. Prins was tijdens de Tweede Wereldoorlog lid van de Joodse Raad.

## Levensloop
Prins was de zoon van Adolf Isaac Prins (1841-1909) en Ida Mosheim (1858-1937). Hij had een oudere zus, Martha Soberski-Prins (1881-1944). In 1902 ruilde hij de Gelderse hoofdstad in voor Amsterdam. Prins studeerde van 1902 tot 1911 rechten en staatswetenschappen aan de Universiteit van Amsterdam. In 1907 promoveerde hij in de rechtswetenschappen. Vier jaar later volgde ook een promotie in de staatswetenschap. Zijn dissertatie ging over staatsnoodrecht.
Tot 1913 gaf Prins les op de hbs. Binnen de Joodse gemeenschap vervulde Prins meerdere bestuursfuncties. Zo was hij lid van het Weldadigheidsfonds en regent van het Nederlands Israëlitisch Meisjesweeshuis. Later kwam hij in dienst bij de gemeente Amsterdam. Prins klom op tot hoofd arbeidszaken, een functie die hij van 1936 tot 1940 vervulde. 
Vanwege zijn Joodse afkomst werd Prins in 1940 ontslagen. Het jaar daarop trad hij toe tot de Joodse Raad. Prins deed een aanvraag op geïnterneerd te worden in Barneveld, maar die aanvraag werd afgewezen. Hij maakte deel uit van het laatste grote transport van Joden uit Amsterdam naar Westerbork, waar ook de voorzitters van de Joodse Raad David Cohen en Abraham Asscher deel van uitmaakten. Op 15 februari 1944 ging hij op transport naar Bergen-Belsen, waar hij op 31 maart 1944 de dood vond.

## Persoonlijk
Prins was ongehuwd.
- International Standard Name Identifier: 0000 0003 8998 2268
- Library of Congress Control Number: no2020004080
- Nederlandse Thesaurus van Auteursnamen: 069078130
- Virtual International Authority File: 283499999